# Cheppes-la-Prairie
Cheppes-la-Prairie ist eine französische Gemeinde mit 141 Einwohnern (Stand: 1. Januar 2022) im Département Marne in der Region Grand Est (vor 2016: Champagne-Ardenne). Die Gemeinde gehört zum Arrondissement Châlons-en-Champagne und zum Kanton Châlons-en-Champagne-3. 

## Geographie
Cheppes-la-Prairie liegt etwa 18 Kilometer südsüdöstlich des Stadtzentrums von Châlons-en-Champagne. Umgeben wird Cheppes-la-Prairie von den Nachbargemeinden Vitry-la-Ville im Norden und Nordwesten, Pogny im Nordosten, La Chaussée-sur-Marne im Osten, Saint-Martin-aux-Champs im Südosten, Songy im Süden sowie Faux-Vésigneul im Westen und Südwesten.

## Bevölkerungsentwicklung
| Jahr                       | 1962 | 1968 | 1975 | 1982 | 1990 | 1999 | 2006 | 2011 | 2018 |
| Einwohner                  | 261  | 226  | 208  | 200  | 196  | 177  | 190  | 176  | 167  |
| Quellen: Cassini und INSEE |      |      |      |      |      |      |      |      |      |

## Sehenswürdigkeiten

Kirche Saint-Georges

- Kirche Saint-Georges